# Антиохийское восстание
Антиохийское восстание 387 года — одно из крупнейших народных выступлений, произошедших в последние десятилетия IV века в Восточной части Римской империи. В англоязычной историографии известно как восстание статуй (англ. The Riot of the Statues). Причиной восстания стало инициированное императором Феодосием I повышение налогов. Волнения в Антиохии были жестоко подавлены, как и последовавшие за ними волнения в Константинополе (388), Александрии (389) и Фессалониках (390). Восстание считается наиболее документированным примером городских беспорядков Поздней Античности. Основными источниками сведений о его событиях являются речи оратора Либания и проповеди Иоанна Златоуста, в то время антиохийского пресвитера. Сюжеты, связанные с восстанием, нередко используются для иллюстрации различных современных социологических, культурологических и антропологических теорий.

## Предпосылки
Он сам, облачившись в пурпурные одежды, стоял у весов, и, бледный от жадности, следил за движением гирь и колебанием их стрелки. Между тем приносили награбленную в провинциях добычу, одежду изгнанников, имущество убитых. В одном месте взвешивалось золото, сорванное с рук матрон, в другом — буллы, стащенные с шей детей-сирот, в третьем — серебро, обагрённое кровью его владельцев. Повсюду считали деньги, наполняли казну, собирали монеты, вдребезги разбивали домашнюю утварь, так что каждому, взирающему на это, казалось, будто он видит не императорский дворец, а разбойничий притон.
События, аналогичные произошедшим в 387 году, случались в Антиохии и ранее. В 333 году город, как и вся восточная часть Римской империи, пострадал от голода, усугублённого тяготами содержания армии, готовящейся выступить против Персии. Ситуация повторилась в 354 году при цезаре Галле, когда сочетание неурожая и приготовлений к войне вызвали угрозу голода. После того, как продовольствие в городе подорожало, горожане обратились к цезарю за помощью, и тот приказал снизить цены. Состоятельные куриалы воспротивились и были брошены в тюрьму. Ожидаемого горожанами снижения цен, однако, так и не произошло, и Галл обвинил в кризисе правителя Сирии Феофила. Когда голод действительно разразился, толпа растерзала наместника во время состязаний на колесницах. Виновные были наказаны позднее императором Констанцием. Либаний хорошо знал об этих событиях и был близко знаком с префектом Востока Стратегием Музонианом, расследовавшим дело о беспорядках. Голодные бунты в Антиохии происходили в 382 и 384 годах.
Непосредственным поводом для волнений 387 года стало наложение на город чрезвычайного налога, о чём горожанам стало известно после зачитывания императорского послания перед дикастерием. Либаний и Иоанн Златоуст не уточняют, о каком именно налоге идёт речь. В 1886 году швейцарский историк Арнольд Хуг предположил, что это был налог на торговцев и ремесленников lustralis collatio (хрисаргир), тогда как немецкий филолог-классик Альберт Гюльденпеннинг в 1878 году и вслед за ним многие другие в качестве причины восстания называли земельный налог aurum coronarium. Американский историк Гленвилл Дауни полагал, что в 387 году антиохийцам пришлось выплатить оба названных налога, поскольку в беспорядки были вовлечены все категории населения. Земельный налог не был экстраординарным, но в этот раз его следовало выплачивать два года подряд — как правило, он собирался по случаю юбилея императорской власти, и на январь 388 года приходилось десятилетие правления Феодосия I, тогда как пятилетие правления его сына Аркадия праздновали в январе 387 года. Хрисаргир в 387 году взимался повторно, несмотря на то, что в предыдущем году торговцы и ремесленники выплачивали его с большим трудом. О том, что необходимость его сбора была вызвана острой нуждой государства в средствах для восстановления армии после катастрофического поражения при Адрианополе в 378 году ввиду опасности возобновления войны с персами на востоке и угрозой со стороны готов и узурпатора Магна Максима на западе, писали более поздние историки Феодорит Кирский и Созомен. Американский историк Питер Браун увязывает положение дел в Антиохии с состоянием экономики Римской империи в целом после ужесточения монетарной политики в пользу золотой монеты.

## Ход событий
Дата обнародования указа о взимании денег в источниках не называется, но, вероятно, событие произошло за неделю до Великого поста что, с учётом различных мнений о способе определения даты Пасхи в Антиохии в IV веке, означает первые дни февраля 387 года. Местом обнародования Либаний, бывший очевидцем и участником событий, называет дикастерий, здание городского суда, вероятно, являвшегося частью комплекса зданий резиденции комита Востока (comes Orientis) в островной части Антиохии. Присутствовавшие там в тот день представители городской верхушки (чиновники, декурионы и городские адвокаты-синдики) были потрясены услышанным — по свидетельству Либания, некоторые из них «изливали мольбы, не скрывая своих слёз, в то время как остальные плакали молча». Либаний утверждает, что куриалы не были зачинщиками беспорядков, и называет смутьянами тех, кто «солнцу, и луне и самим облакам предпочитали канатных плясунов». Он пишет, что некоторые из них были причастны к беспорядкам в Берите. Того же мнения придерживался другой свидетель событий, ученик Либания пресвитер Иоанн Златоуст, который обвиняет в произошедшем позднее нескольких бродяг. Успокоившись, собравшиеся направились к дому епископа Флавиана с просьбой добиться от императора снижения суммы налога. Поскольку Флавиана либо не оказалось дома, либо он не вышел, возросшая толпа вернулась к зданию суда. Часть толпы, сняв с себя верхнюю одежду и вооружившись мясницкими ножами, отправилась к дому правителя, предположительно консуляра Сирии (consularis Syriae) Цельса, чтобы просить его о снижении налога. Цельс также не вышел к толпе — возможно, он опасался повторения судьбы своего предшественника Феофила. Возбуждённые горожане выкрикивали угрозы в адрес местных властей и императора и вскоре перешли к действиям, начав осквернять портреты Феодосия на деревянных досках и ломать медные статуи членов императорской семьи. В числе прочего была разбита конная статуя отца императора, полководца Феодосия Старшего, а Феодорит Кирский говорит о низвержении статуи «всехвальной Плакиллы». При полном бездействии властей начались поджоги домов местных богачей. Наконец, городские власти смогли организоваться и направили против бунтовщиков лучников, которых горожане стали забрасывать камнями и кусками черепицы. Прибытие Цельса с гвардейцами довершило разгром мятежа, и уже к полудню беспорядки начали прекращаться.
После того, как к императору отправили гонца с сообщением о произошедшем, в городе распространились предчувствия неминуемого ужасного возмездия. Вероятно, слухи имели под собой основания, и Иоанн Златоуст сообщает, что Феодосий планировал сжечь Антиохию и превратить её в деревню. В городе начались пытки и казни, при которых не принимались во внимание ни степень вины, ни возраст. Горожане начали массово покидать город, становясь жертвами многочисленных разбойников. Цельс приказал куриалам оставаться в городе, и Иоанн Златоуст в эти дни написал 21 проповедь с призывами к согражданам произвести духовное обновление. В марте в Антиохию для наведения порядка и ведения следствия по делу о мятеже прибыли магистр армии префектуры Востока Еллебих и магистр оффиций Цезарий. Они обнародовали императорский указ о закрытии в городе цирка, театров, амфитеатра и бань. Антиохия теряла свой статус метрополии и переходила в подчинение к Лаодикее, также приостанавливалась раздача хлеба беднякам. Поскольку к тому времени основные участники беспорядков уже понесли наказание, Еллебих и Цезарий начали допросы находившихся под стражей куриалов. Узников в заточении утешали Флавиан и Иоанн Златоуст. Вину чиновников не считали значительной, поэтому условия их содержания под стражей были мягкими, а наказания ограничивались денежными штрафами. Златоуст и Феодорит Кирский приписывают такой результат впечатлению, произведённому на представителей власти неграмотным монахом Македонием, приглашённым в город Флавианом и произнёсшим пламенную речь о том, что неразумно гневаться и казнить живых людей из-за повреждения медных изображений. После окончания разбирательств Еллебих остался в городе, а Цезарий отправился в Константинополь, где вместе с Флавианом просил императора умерить свой гнев. Созомен, писавший свою «Церковную историю» в середине V века, добавляет, что Флавиан «убедил юношей, обыкновенно поющих при царском столе, пропеть те песни, которые антиохийцы пели во время общенародных молений», и тем умилил монарха. На Вербное воскресенье было обнародовано письмо Феодосия, которым наложенные ранее ограничения были отменены и Антиохии возвращён её прежний статус. На Пасху в город вернулся епископ Флавиан и провёл праздничную службу. Одним из следствий произошедшего стало массовое обращение язычников, впечатлённых действиями Флавиана, в христианство.

## Движущие силы восстания

### Светские: низы и верхи
Из двух основных источников восстания бо́льшее внимание светской стороне происходящего уделял Либаний. В фокусе его внимания находится выражение эмоций общественных групп, а не индивидуальные переживания. Опираясь на его речи, шотландский византинист Роберт Браунинг рассмотрел антиохийские события в контексте проявлений недовольства населения городов Восточной империи и, в меньшей степени, крестьянских восстаний и «эндемичного бандитизма» в сельской местности. Мятеж 387 года Браунинг называет в одном ряду с волнениями летом 388 года в Константинополе, когда распространились ложные слухи о поражении Феодосия от Магна Максима, с беспорядками на религиозной почве в Александрии в 389 году и кровавой бойней, устроенной императором в 390 году в Фессалониках. И Либаний, и Златоуст приписывают совершённые в Антиохии преступления — а к таковым относились прежде всего осквернения императорских изображений — демоническим силам. Одновременно с этим, оба они говорят о влиянии на толпу каких-то смутьянов, неким образом связанных с театральными представлениями. О существовании групп клакёров, обеспечивавших аплодисменты актёрам, известно со времён императора Нерона, который, как сообщает Светоний, сам нанимал их тысячами. Позднее клаки стали привлекаться к политическим мероприятиям, обеспечивая приветственные аккламации в форме ритмических декламаций для государственных деятелей. Р. Браунинг предполагает, что театральные клаки могли быть связаны с партиями ипподрома, существовавшими по всей империи в крупных городах, или даже тождественны им. Г. Л. Курбатов обратил внимание на обвинение в богохульстве в адрес участников восстания со стороны Иоанна Златоуста. Советский историк сопоставляет обнищание народных масс, проповеди Златоуста против тех, кто отказывается видеть промысел Божий в своём бедственном положении и безропотно принимать его, и распространение еретических учений среди посетителей ипподрома.
В современной историографии давно подмечен квази-официальный характер театральных представлений. С одной стороны, устраивать их было одной из обязанностей правителя, а с другой, они являлись важным способом коммуникации верхов и низов. Историки Рэмси Макмаллен и Алан Кэмерон трактовали появление правителя в цирке или театре как возможность для народа непосредственно общаться с главой государства. Согласно Кэмерону, разрешая проведение игр и давая активным гражданам возможность на них заработать, императоры начиная с Октавиана Августа предотвращали городские мятежи. В настоящее время считается, что Феодосий закрыл места общественных собраний, чтобы предотвратить дальнейшие беспорядки. Тем не менее, многие исследователи полагают, что вывод Р. Браунинга о решающей роли театральных клак в антиохийских событиях является слишком смелым. Более определённые выводы сделать затруднительно в силу риторической специфики основных источников, их опоры на аргументы, а не факты. Так, с целью придать бо́льшую убедительность своей речи XIX, первой из относящегося к восстанию цикла, Либаний построил её так, как будто прочитал её в сенате Константинополя перед императором Феодосием («… сейчас нахожусь и в императорском дворце, и среди речей о городе»), что являлось заведомой ложью, поскольку все пять речей цикла были написаны после подавления восстания и прощения города. Более того, произнося речи перед согражданами, Либаний приписал себе заслуги Флавиана и Иоанна, причём первого он упомянул лишь единожды, а второго ни разу. Не было описание событий основной целью и для Иоанна Златоуста, который посвятил свой сборник проповедей «Беседы о статуях» целям духовного руководства христианской общиной во время Пасхи, а также утешения людей, опасающихся за собственную судьбу и судьбу своего города. Только в двух проповедях из 21, составляющих сборник, содержатся непосредственные отсылки к беспорядкам и их последствиям. Американская исследовательница Дороти Френч (Dorothy R. French) предлагает для идентификации действующих сил восстания воспользоваться методологией британского историка-марксиста Джорджа Рюдэ, утверждавшего, что поведение толпы во все времена можно описать сходным образом.

### Духовные: монахи и епископы
Питер Браун отмечает, что в условиях растущей непопулярности в 380-х годах Феодосий избрал «театральный» стиль во взаимоотношениях с городами, показательно наказывая проявления оппозиции своей воле. В то же время в качестве группы, которой было дозволено убеждать его сменить гнев на милость, стали епископы и монахи. Выражение ими паррезии не было бы возможно без готовности Феодосия и его придворных прислушаться к мнению активной части христианской общины. Браун полагает, что, хотя император продолжал покровительствовать язычникам и даже назначил престарелого философа Фемистия префектом Константинополя; тем не менее, прислушавшись к мнению монахов, а не Либания, он фактически узаконил учинённые ими годом ранее разрушения языческих храмов. Именно на религиозные объединения решает Феодосий опереться в виду нестабильности в империи, связанной с войнами против Магна Максима и персов.
События 387 года, вынудившие значительную часть горожан спасаться бегством, оказали глубокое влияние на жизнь Антиохии. Историк Кристина Шепардсон (Christine Shepardson) из Университета Теннесси на материале проповедей Златоуста из цикла De Statuis рассматривает процесс трансформации языческого города, жизнь которого была выстроена вокруг театров и общественных сооружений, в христианский с церковью в центре. Вначале, после того, как множество горожан бежало в горы, а другие нашли убежище в церквях, агора и другие места, ранее бывшие центрами массовых скоплений, опустели. После прощения Антиохии многие из беженцев вернулись с желанием препоручить надежду о своём спасении «не местам безопасным, не какому-нибудь убежищу и уединению, но душевному благочестию и добрым нравам». Златоуст неоднократно подчёркивает, что те, кто искал физической безопасности, покинули город навсегда. Наконец, в ходе событий и после их завершения в город стали стекаться монахи — «никем не призванные, никем не наученные, как только увидели, что город облегло такое облако, оставили свои кущи и пещеры и стеклись со всех сторон, как сошедшие с неба ангелы; и стал тогда город подобен небу, потому что везде появлялись эти святые и одним своим видом утешали скорбящих и располагали к совершенному презрению несчастия». В этой связи Шепардсон упоминает теорию современного географа и одного из главных исследователей мобильностей Тима Крессуэлла, постулировавшего изменение смысла места вслед за пространственной трансгрессией.

## Комментарии
1. ↑  Немецкий антиковед Ян Штенгер[нем.] обнаруживает в описаниях Либания и Златоуста разновидность «социальной драмы» в том смысле, как это понимал американский антрополог Виктор Тёрнер[10].
2. ↑  Литература, посвящённая циклу проповедей De statuis, весьма обширна. Вводный обзор в Brottier 1993[17].
3. ↑  Относительно крестьянских восстаний Р. Браунинг ссылается на работы советского антиковеда А. Д. Дмитриева. О Дмитриеве и его теории «революции рабов» см. Крих 2018[24].
4. ↑  Богослов начала VI века Филоксен Маббугский поясняет символический смысл произошедшего следующим образом: христианин может грешить, но только отступник отрицает крещение, так и город может бунтовать, но только когда в нём ниспровергают статуи императора, начинается государственная измена[25].
5. ↑  Ср.: «… люди, что носят чёрные одежды, которые прожорливы больше слонов и изводят нескончаемой чередой кубков тех, которые сопровождают их попойку песнями, а между тем стараются скрыть эту свою невоздержность путём искусственно наводимой бледности, несмотря на то, что закон остаётся в силе, спешат к храмам, вооружившись брёвнами, камнями, ломами, иные, за неимением орудий, готовые действовать голыми руками и ногами»[35].